# Stigbergets Bryggeri
Stigbergets Bryggeri är ett svenskt mikrobryggeri i Göteborg som startades 2013 med syfte att göra främst lageröl till den egna krogen Kino på Hagabion. Bryggeriet låg på Gamla Varvsgatan 1 på Stigberget. 
I början bryggde en av de två ägarna Nils Hultkrantz ölen men i april 2014 bestämde man sig för att anställa Olle Andersson som bryggare. Olle hade ett villkor, att hans projekt O/O Brewing skulle få ha en jästank i lokalen där han kunde få brygga egna öl.
När 2016 GBG Beer Week startades och skulle ha eget öl fick Stigbergets brygga det och Olle tog fram ett recept på en då inte så vanlig ölstil, grumlig IPA, vilket snabbt rankades som en av världens bästa india pale ales.
Stigberget fortsatte sedan att brygga mer india pale ale och kunde snart expandera bryggeriet ytterligare och efter att ha växt ur sina lokaler på Stigberget byggde man 2018 upp ett bryggeri till i Partihallarna i Göteborg.
För att kunna brygga även mindre mängder av olika ölstilar behölls det gamla bryggverket och det flyttades senare till Ringön .
Två barer har öppnats en i gamla bryggerilokalen på Stigberget och en i Stockholm.

## Ölsorter
Ur bryggeriets fasta sortiment kan nämnas:
- West Coast, grumlig IPA 6.5 %. Bryggeriets storsäljare, allmänt kallad för "Måsen"
- Amazing Haze, grumlig IPA 6.5 %. En omgjord variant av GBG Beer Week 2016
- Trouble Sleep, amerikansk imperial kaffe stout 12 %.
- Session IPA, grumlig session IPA 3,5 % (folköl)  allmänt kallad för "Babymåsen"